# Пентозофосфатний шлях

Схема реакцій пентозофосфатного шляху

Пентозофосфатний шлях (ПФШ, гексозомонофосфатний шунт, фосфоглюконатний шлях) — метаболічний шлях перетворення глюкози, потрібний для отримання відновних еквівалентів НАДФH, що використовуються у процесах біосинтезу багатьох речовин, зокрема, жирних кислот та холестерину, та рибозо-5-фосфату, який є важливим попередником в утворенні нуклеотидів. Відбувається в цитоплазмі клітин прокаріот, грибів, рослин та тварин.
У фотосинтезуючих організмів пентозофосфатний шлях має багато спільних ферментів із циклом Кальвіна.

## Історія дослідження
Перші свідчення про існування пентозофосфатного шляху отримав Отто Варбург у 1930-х роках. Він вивчав окиснення глюкозо-6-фосфату до 6-фосфоглюконату і відкрив НАДФ+. Подальші спостереження показали, що клітинне дихання продовжується навіть у присутності високих концентрацій флюоридів, попри те, що ці сполуки інгібують фермент енолазу, блокуючи гліколіз. У 1950-х роках Френк Дікенс, Бернард Горекер, Фріц Ліпманн та Ефраїм Рекер описали пентозофосфатний шлях.

## Біологічне значення і локалізація
ПФШ відбувається у цитозолі клітин, він має кілька біологічних функцій. Однією з них є продукування рибозо-5-фосфату, що використовується для синтезу нуклеотидів, які входять до складу РНК та ДНК, а також коферментів, таких, як АТФ, НАД, ФАД, кофермент А. Через це ПФШ активно функціонує у клітинах, що швидко діляться: кісткового мозку, шкіри, слизової оболонки кишки, а також пухлин.
Інші моносахариди, що утворюються у ПФШ, також можуть використовуватись клітинами, наприклад, у багатьох мікроорганізмів еритрозо-4-фосфат включається в метаболічні шляхи біосинтезу ароматичних амінокислот та вітаміну B6. Рибулозо-5-фосфат може перетворюватись до рибулозо-1,5-бісфосфату, який є акцептором вуглекислого газу у процесі фотосинтезу. Бактерії, що ростуть на середовищі, багатому пентозами, використовують пентозофосфатний шлях з метою отримання гексоз, наприклад, глюкози, необхідної для синтезу пептидоглікану.
В багатьох тканинах найбільше значення серед продуктів ПФШ мають не моносахариди, а НАДФН, необхідний у процесах відновного біосинтезу та для подолання шкідливого впливу активних форм кисню. Ферменти цього метаболічного шляху дуже поширені у тканинах, де інтенсивно відбувається біосинтез жирних кислот (печінка, молочні залози під час лактації, жирова тканина) або холестерину та інших стероїдів (печінка, статеві залози, кора наднирників). Наприклад, було встановлено, що 30 % окиснення глюкози в печінці відбувається за пентозофосфатним шляхом.
ПФШ також активно протікає у клітинах, що постійно перебувають у прямому контакті з киснем: еритроцитах та клітинах рогівки і кришталика. Тут він потрібний для підтримання відновного середовища (високого співвідношення НАДФН/НАДФ+ та відновлений глутатіон/окиснений глутатіон), яке може протидіяти окисному ушкодженню ненасичених жирних кислот (перикисному окисенню ліпідів), білків та інших чутливих молекул.

## Реакції пентозофосфатного шляху
Загальна реакція пентозофосфатного шляху має такий вигляд:
3 Глюкозо-6-фосфат + 6 НАДФ+ + 3 H2O → 6 НАДФН(H+) + 3 CO2 + 2 фруктозо-6-фосфат + гліцеральдегідфосфат;
Пентозофосфатний шлях розділяють на дві стадії:
1. Окиснювальна, в ході якої глюкозо-6-фосфат дегідрогенізується та декарбоксилюється з утворенням НАДФН та рибулозо-5-фосфату, що ізомеризується до рибозо-5-фосфату;
2. Неокиснювальна, в реакціях якої рибулозо-5-фосфат перетворюється до проміжних продуктів гліколізу.

Деякі автори виділяють у пентозофосфатному шляху три етапи, поділяючи неокиснювальну стадію на дві:
1. Реакції ізомеризації та епімеризації, в яких рибулозо-5-фосфат перетворюється у рибозо-5-фосфат та ксилулозо-5-фосфат;
2. Серія реакцій розщеплення і утворення C-C зв'язків, в результаті яких дві молекули ксилулозо-5-фосфату та молекула рибозо-5-фосфату перетворюються до двох молекул фруктозо-6-фосфату та однієї молекули гліцеральдегід-3-фосфату[2].

Всі реакції неокиснювальної стадії є оборотними, тому загальний вихід пентозофосфатного шляху дуже різниться в залежності від потреб клітини. Наприклад, коли є необхідність у великій кількості рибозо-5-фосфату, стадія 3 діє у зворотному порядку, тобто продукує цю речовину із фруктозо-6-фосфату та гліцеральдегід-3-фосфату.

### Окисні реакції пентозофосфтаного шляху
Перша реакція пентозофосфатного шляху — окиснення глюкозо-6-фосфату до внутрішньомолекулярного естеру 6-фосфоглюконо-δ-лактону, що відбувається внаслідок перенесення гідрид іона на НАДФ+. Каталізує цей процес фермент глюкозо-6-фосфатдегідрогеназа, що сильно інгібується відновленим НАДФН. Фермент високоспецифічний до НАДФ+, константа Міхаеліса для НАД+ приблизно у 1000 раз вища, ніж для НАДФ+.
Наступний крок — гідроліз 6-фосфоглюконо-δ-лактону до 6-фосфоглюконату — каталізується 6-фосфоглюконолактоназою. Продукт цієї реакції далі підлягає окисному декарбоксилюванню за участі ферменту 6-фосфоглюконатдегідрогенази, внаслідок чого утворюється вуглекислий газ та рибулозо-5-фосфат.
Отже, на цій стадії пентозофосфатного шляху на кожну молекулу глюкозо-6-фосфату, що вступає в нього, відновлюються дві молекули НАДФ+.
У деяких тканинах ПФШ закінчується реакцією перетворення рибулозо-5-фосфату до рибозо-5-фосфату і має загальне рівняння:
Глюкозо-6-фосфат + 2НАДФ+ + H2O → рибозо-5-фосфат + НАДФН(H+) + CO2
Проте часто рибулозо-5-фосфат перетворюється у серії реакцій до проміжних продуктів гліколізу.

### Неокиснювальна стадія ПФШ
Утворений у першій стадії пентозофосфатного шляху рибулозо-5-фосфат далі може підлягати дії ферменту фосфопентоізомерази (рибулозо-5-фосфатізомерази), що перетворює його в рибозо-5-фосфат, або фосфопентоепімерази (рибулозо-5-фосфатепімерази), яка здійснює реакцію утворення ксилулозо-5-фосфату. Обидві реакції відбуваються через енедіолатні проміжні сполуки.
Рибозо-5-фосфат необхідний для синтезу нуклеотидів, проте коли у клітині його продукується більше, ніж потрібно, він разом із ксилулозо-5-фосфатом перетворюється у проміжні продукти гліколізу (фруктозо-6-фосфат та гліцеральдегід-3-фосфат). Перетворення трьох C5 моносахаридів до двох C6 та одного C3 відбувається завдяки ферментам транскетолазі та трансальдолазі. Вони мають схожий механізм дії, що полягає в генеруванні стабілізованого карбаніону та його приєднання до електрофільного центру, такого, як альдегідна група.
Транскетолаза каталізує перенесення C2 фрагменту від ксилулозо-5-фосфату до рибозо-5-фосфату, внаслідок чого утворюється гліцеральдегід-3-фосфат та седогептулозо-7-фосфат. Як кофактор використовується тіамінпірофосфат.
Трансальдолазна реакція полягає в перенесенні C3 фрагменту із седогептулозо-7-фосфату на гліцеральдегід-3-фосфат з утворенням фруктозо-6-фосфату та еритрозо-4-фосфату.
Наступну реакцію знову каталізує транскетолаза, що переносить C2 фрагмент із ще однієї молекули ксилулозо-5-фосфату на еритрозо-4-фосфат. Продуктами є друга молекула фруктозо-6-фосфату та гліцеральдегід-3-фосфат.
Фруктозо-6-фосфат може знову перетворюватись у глюкозо-6-фосфат фосфогексозоізомеразою, гліцеральдегід-3-фосфат також може використовуватись на відновлення глюкозо-6-фосфату, як у глюконеогенезі. В такому випадку одна молекула глюкозо-6-фосфату за 6 циклів пентозофосфатного шляху повністю перетворюється у вуглекислий газ, що супроводжується синтезом 12 молекул відновленого НАДФ. Загальне рівняння процесу матиме такий вигляд:
Глюкозо-6-фосфат + 12НАДФ+ + 7H2O → 6CO2 + 12НАДФН(H+) + Фн.

## Регулювання пентозофосфатного шляху
Глюкозо-6-фосфат може вступати як у гліколіз, так і в пентозофосфатний шлях, його розподіл між цими двома шляхами залежить від концентрації НАДФ+, яка впливає на швидкість першої реакції ПФШ. Дегідрогенізація глюкозо-6-фосфату є незворотною і лімітуючою стадією, вона інгібується низькими концентраціями НАДФ+, потрібного як акцептор електронів. Коли клітина активно використовує НАДФН, рівень НАДФ+ зростає і він алостерично активує глюкозо-6-фосфатдегідрогеназу.
Швидкість неокиснювальної стадії ПФШ в основному регулюється доступністю субстратів.
Протікання пентозофосфатного шляху та його зв'язок із гліколізом і глюконеогенозом сильно залежить від потреб клітини в конкретний момент. Можливі чотири ситуації:
| Потреба у рибозо-5-фосфаті значно перевищує потребу в НАДФН | Потреба у рибозо-5-фосфаті значно перевищує потребу в НАДФН |
| ----------------------------------------------------------- | --- |
|                                                             | Відбувається так званий відновний пентозофосфатний шлях. Майже весь глюкозо-6-фосфат вступає у гліколіз, де перетворюється до фруктозо-6-фосфату та гліцеральдегід-3-фосфату, які в реакціях, зворотних до неокиснювальної стадії ПФШ, використовуються для синтезу рибозо-5-фосфату. Було показано, що в ракових клітинах, які швидко діляться, понад 70 % de novo синтезу рибози відбувається цим неокисним шляхом. |
| Приблизно однакові потреби у НАДФН та рибозо-5-фосфаті      | |
|                                                             | Глюкозо-6-фосфат вступає в окисну стадію ПФШ і перетворюється до рибозо-5-фосфату, що супроводжується відновленням двох молекул НАДФ+. |
| Потреба у НАДФН значно більша, ніж у рибозо-5-фосфаті       | |
|                                                             | Активно працюють окиснювальна і неокиснювальна стадії ПФШ, продукти останньої (фруктозо-6-фосфат та гліцеральдегід-3-фосфат) використовуються для регенерації глюкозо-6-фосфату завдяки ферментам глюконеогенезу. Отже, глюкозо-6-фосфат повністю окиснюється до вуглекислого газу. |
| Велика потреба у НАДФН та АТФ, низька — у рибозо-5-фосфаті  | |
|                                                             | Фруктозо-6-фосфат та гліцеральдегід-3-фосфат, утворені в неокиснювальній стадії ПФШ, можуть вступати у гліколіз і перетворюватись до пірувату. Корисними продуктами такого шляху є АТФ та НАДФН. |

## Нестача ферменту глюкозо-6-фосфатдегідрогенази
Найпоширенішим серед усіх метаболічних захворювань людини є нестача першого ферменту пентозофосфатного шляху — глюкозо-6-фосфатдегідрогенази. Знижений рівень цього ензиму спостерігається у понад 400 мільйонів людей по всьому світу, проте переважно ця аномалія ніяк не проявляється. Клінічні симптоми у формі руйнування еритроцитів, що супроводжується жовтяницею та в деяких випадках нирковою недостатністю, з'являються тільки, коли хвора особа стає об'єктом впливу певних факторів середовища. Наприклад, у 1926 році для лікування малярії був запропонований новий препарат — памахін, більшість пацієнтів переносили його нормально, але в невеликої частини з'являлись загрозливі для життя симптоми, пов'язані з руйнуванням еритроцитів. Через 30 років було з'ясовано, що гемолітична анемія у відповідь на дію памахіну виникала у людей із нестачею глюкозо-6-фосфатдегідрогенази.
Симптоми, схожі до тих, що виникають під впливом протималярійних препаратів, у людей із нестачею глюкозо-6-фосфатдегідрогенази можуть викликатись і вживанням кінських бобів, захворювання, що виникає при цьому, називається фавізм. Відомо, що грецький філософ Піфагор забороняв своїм послідовникам їсти боби.
Протималярійні препарати, такі, як памахін та примахін, пуриновий глікозид віцин із кінських бобів, деякі сульфаніламідні препарати та гербіциди діють за однаковим принципом — викликають оксидативний стрес шляхом збільшення рівня активних форм кисню. Особливо чутливі до такого впливу еритроцити, оскільки в них відсутні мітохондрії, проте в червоних кров'яних тільцях здорової людини згубний ефект активних форм кисню елімінується завдяки відновленому глутатіону. Щоб регенерувати відновлений глутатіон із його окисненої форми, необхідний НАДФН, який утворюється глюкозо-6-фосфатдегідрогеназою в першій реакції пентозофосфатного шляху. В осіб із зниженим рівнем цього ферменту еритроцити не мають ефективного захисту проти оксидативного стресу і тому руйнуються під впливом згаданих речовин.
Оскільки до активних форм кисню дуже чутливим є також і клітини малярійного плазмодія, нестача глюкозо-6-фосфатдегідрогенази також забезпечує стійкість проти одного з видів цього паразита — Plasmodium falciparum. Про це свідчить поширення метаболічного захворювання: воно найбільш розповсюджене у тропічній Африці, на Середньому Сході та у Південносхідній Азії, де спостерігаються найвищі рівні захворювання малярією.